# Тахарка
Тахарка је древноегипатски краљ у периоду од 690. п. н. е. до 664. п. н. е., представник знамените Нубијске или Двадесетпете египатске династије. Био је син Пианхиа, нубијског краља Напате и освајача Египта, и млађи брат и наследник фараона Шабатаке.
Тахарка је препознат као Тирхаках, краљ Куша ("Етиопије"), који је водио рат против Санхериба у време владавине јудејског краља Језекије, који се помиње у библијским изворима (2 Краљеви 19:9; Исаија 37:9). Њему се приписује спечавање Асираца да освоје Јерусалим за вриме опсаде 701. п. н. е. Тахарка је у то време био тек принц, али се претпоставља да је деловао по налогу Шабатаке као војни заповедник, да би га библијски извори касније претворили у краља.
Као краљ, Тахарка је посветио пажњу изградњи храма у Кави, недалеко од Нила у близини данашње Донголе, а које су касније користили други нубијски краљеви. Саградио је низ храмова у Нубији, али и у Египту, укључујући дограђивање Амуновог храма у Карнаку као и Мединет Хабу. Био је познат и по војничком таленту, што је оставило утисак и на грчког историчара Страбона који га описује као највећег војсковођу тог времена.
Тај талент се показао када су Асирци под Санхерибовим наследником Асархадоном започели походе с циљем да освоје Египат. Први такав поход је забележен 677. п. н. е. када је Асархадон гушио побуну арапских племена око Мртвог мора, и допро до Потока Египта. Следећи је поход започео у Тахаркиној 17. владарској години 674. п. н. е. - када је Асархадон угушио побуну у Ашкелону. Асирски покушај да наставе напредовање је Тахарка војнички сузбио.
Међутим, три године касније - 671. п. н. е. асирски се краљ успео пробити у Египат и освојити и опљачкати Мемфис, приликом чега је заробљено неколико чланова Тахаркине породице. Тахарка је побегао на југ у Нубију, а Асархадон искористио прилику да као својеврсну тампон-зону успостави домаћег египатског владара Неха I са седиштем у Саису, оснивача Двадесетшесте египатске династије.
Након што се асирски краљ повукао, Тахарка је покушао поновно успоставити своју власт над Доњим Египтом. Покренуо је више устанака против асирске власти. Асхаридон је умро, али је његов наследник Асурбанипал ппедузео поход, овај пут с циљем да трајно уклони нубијску претњу. Асурбанипал је поразио Тахарку, који се прво склонио у Тебу, а потом отпловио уз Нил натраг у родну Нубију. Тамо је умро године 664. п. н. е.. а наследио га је нећак Тантамани, син Шабаке. Тахарка је сахрањен у Нурију.